# أشلي هيكس
أشلي هيكس (بالإنجليزية: Ashley Hicks)‏ هو مصمم أثاث ‏ بريطاني، ولد في 18 يوليو 1963 في لندن في المملكة المتحدة.